# Provincia de Maturín
La provincia de Maturín fue una de las antiguas provincias de Venezuela, cuando este país aún poseía un régimen centralista. La provincia fue creada el 28 de abril de 1856 al ser separada de la provincia de Cumaná, con un territorio similar al que hoy abarca el actual estado Monagas.

## División territorial
En 1856 la provincia de Maturín estaba dividida en los cantones de Maturín, Aragua, Bermúdez y Montes.